# Ricardo Lezcano
Ricardo Lezcano Escudero (Madrid, 1917 - ibídem, 13 de junio de 2013) fue un articulista, poeta, investigador histórico, dramaturgo e intelectual español, hombre polifacético, hermano del actor y director teatral, Pedro Lezcano, del pintor y dibujante de cómics, Francisco y del también escritor, Manuel.

## Biografía
De niño se trasladó con su familia a Canarias, donde permaneció hasta 1968. Licenciado en Ciencias de la Información, funcionario, fue inspector de Hacienda y trabajó en la reforma fiscal impulsada por el primer gobierno de Felipe González al incorporarse al equipo de trabajo con Enrique Barón. Fue autor de varios libros, entre ellos dos de contenido histórico-jurídico sobre la Ley de jurisdicciones y el divorcio en la Segunda República. Fue articulista de varios medios, entre ellos, Informaciones, Canarias7, Sábado Gráfico y El País. En su faceta como dramaturgo, fue cofundador del Teatro Insular de Cámara del Museo Canario y recibió el Premio Max de teatro en 2009 por su intensa actividad en la difusión de las artes escénicas.

## Obras
Poesía
- El siglo de las sombras.[1]
- Exhumación de la memoria.[1]
- 4 Hermanos en la isla del tiempo.[1]

Prosa
- El divorcio en la II República.[7]
- La ley de Juridisciones, 1905-1906.[4]
- La sociedad credencialista: sociología histórica de la educación y de la estratificación.[4]
- Cartas a Ricardo de su hermano Pedro (1940 a 2002): una autobiografía involuntaria.[4]
- Historia del Teatro Insular de Cámara de El Museo Canario (1956-1968).[4]
- Contra esto y aquello.[6]